# Guadalupe (La Patrona)
Guadalupe (La Patrona) es una localidad del estado mexicano de Veracruz de Ignacio de la Llave, localizado en la zona central montañosa del mismo, forma parte del municipio de Amatlán de los Reyes.

## Localización
Guadalupe (La Patrona) se encuentra ubicada en las coordenadas geográficas 18°49′00″N 96°55′25″O / 18.81667, -96.92361 y a una altitud de 693 metros sobre el nivel del mar y en la región denominada como las Grandes Montañas del centro de Veracruz, caracterizadas por su alto relieve como el Pico de Orizaba o las Cumbres de Acultzingo. Se encuentra a una distancia de cinco kilómetros al sur de la cabecera municipal, Amatlán de los Reyes, y a unos 8 kilómetros al sur de la ciudad de Córdoba, la principal de la región.

## Comunicaciones
Su principal vía de comunicación es una carretera asfaltada estatal que la une al norte con Amatlán de los Reyes y al sur con otras poblaciones como Coetzala y Cuichapa; es además una estación de la línea de ferrocarril que une las poblaciones de Córdoba y Medias Aguas. Este ferrocarril que en Medias Aguas se enlaza con el Ferrocarril Transístimico proveniente de Oaxaca y en Córdoba se enlaza, a su vez, con la línea a la Ciudad de México. Es la principal vía de transporte para cientos de migrantes procedentes de Centroamérica y que tienen como destino la Frontera entre Estados Unidos y México para tratar de ingresar a Estados Unidos, y el cual es conocido popularmente como La Bestia. Los migrantes viajan en el ferrocarril de carga sujetos y sobre los vagones, con apenas los necesario para el trayecto. Es por ello que surgió en la comunidad de Guadalupe (La Patrona) una iniciativa realizada por un grupo de mujeres que ha dado a conocer a la población a nivel internacional, al encargarse elaborar comida que luego regalan a los migrantes alcanzándoselas mientras pasan en el ferrocarril en movimiento, este grupo de mujeres ha recibido popularmente en el nombre de Las Patronas, debido al nombre de la comunidad.

## Demografía
De acuerdo a los resultado del Censo de Población y Vivienda realizado en 2010 por el Instituto Nacional de Estadística y Geografía la población total de Guadalupe (La Patrona) es de 3 425 habitantes, de los que 1 615 son hombres y 1 810 son mujeres.